# Рон, Хосе
Хосе Рон (исп. Edgar Jose Ron Vasquez) (8 августа 1981, Гвадалахара, Халиско, Мексика) — мексиканский актёр театра и кино.

## Биография
Родился 8 августа 1981 года в Гвадалахаре в семье Хасинто Рон Родригес и Ромулы Васкес Кастро. Вскоре после рождения переехал в Мехико и после окончания средней школы поступил в CEA при телекомпании Televisa и после окончания института, в 2004 году дебютировал в мексиканском кинематографе и снялся в 15 работах в кино и телесериалах. Номинирован 5 раз на премии Juventud и TVyNovelas, из которых он дважды победил в последней премии.

## Фильмография

### Избранные телесериалы
- 2007 — Девочки, как вы — Хорхе.
- 2015-16 — Просто Мария — Алехандро (Мануэль Саваль — Хуан Карлос дель Вильяр).
- 2017 — Влюбиться в Рамона — Рамон Лопес.

## Театральные работы
- 2013 — Духи Гардения — Микеланджело.